# Shinmachi

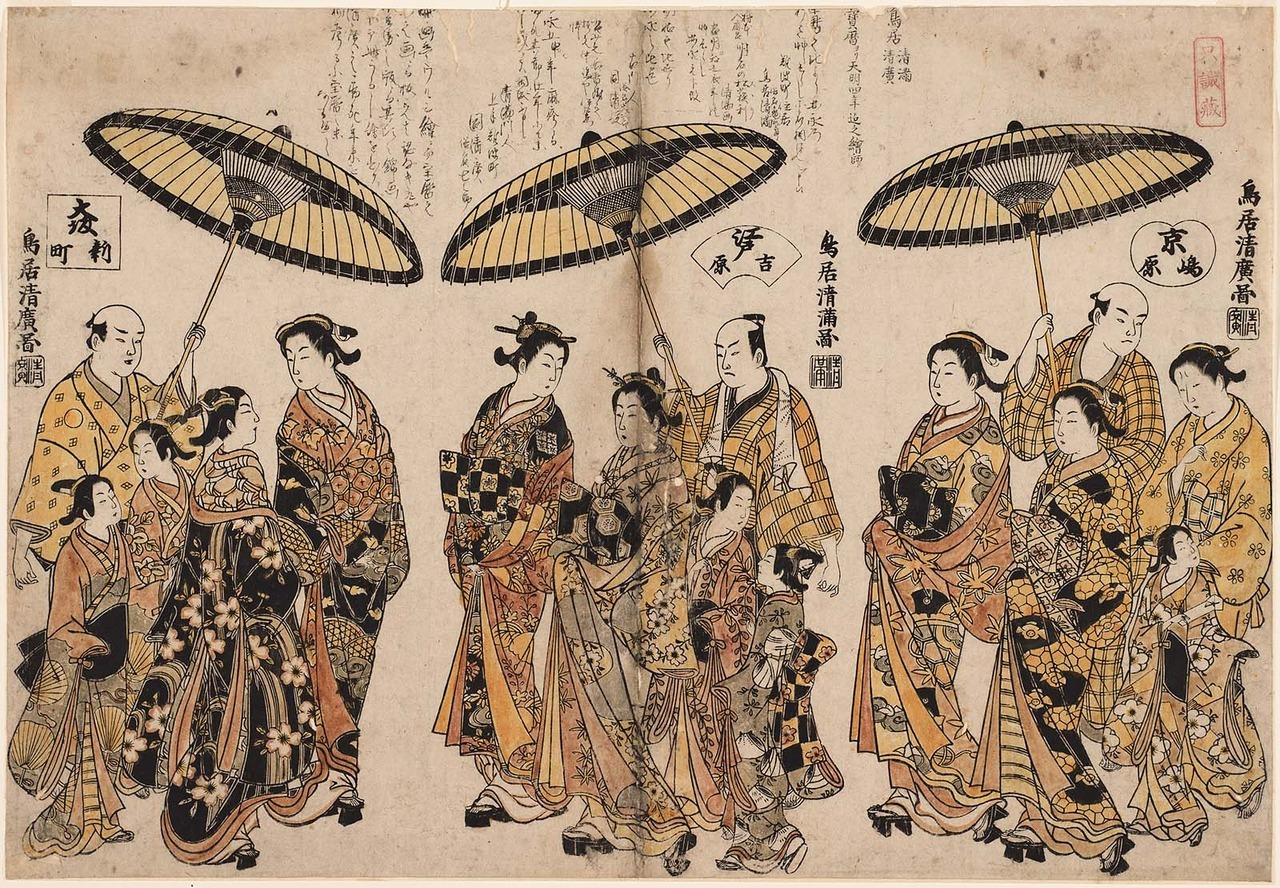
Courtisanes des trois villes : Shimabara à Kyoto (Droite), Yoshiwara à Edo (Centre) et Shinmachi à Osaka (Gauche).

Shinmachi (新町) est un ancien quartier de plaisir ou district de courtisanes 遊廓、遊郭 (hanamachi) à Osaka, dans l'arrondissement de Nishi-ku, construit entre 1615 et 1623 et exploité jusqu'à sa destruction pendant la Seconde Guerre mondiale. Situé à environ deux kilomètres au sud de Nakano-shima, c'est de nos jours surtout une attraction touristique et un site historique.

## Contexte
Au cours de l'époque d'Edo (1603-1868), il existe une prostitution masculine et féminine dans les villes de Kyoto, Edo et Osaka. Le shogunat Tokugawa tente de contrôler cette pratique en la restreignant dans des quartiers spécifiques appelés yūkaku. Ces districts sont Shimabara à Kyōto (vers 1640), Shinmachi à Osaka (vers 1624-1644) et Yoshiwara à Edo (vers 1617). Ces restrictions et contrôles ne découlent pas d'une opposition morale à la prostitution mais d'un désir de compartimenter certains types d'activités dans les villes. Les théâtres kabuki et joruri et autres établissements de divertissement connexes sont contrôlés de façon similaire.